# نظریه انتقادی روابط بین‌الملل
نظریه انتقادی روابط بین‌الملل، مجموعه متنوعی از مکاتب فکری در روابط بین‌الملل است که وجوه نظری، فرانظری و/یا وضع موجود سیاسی را در نظریه روابط بین‌الملل و سیاست بین‌الملل با رویکردی اثبات‌گرایانه یا پسااثبات‌گرایانه، مورد نقد قرار می‌دهد. نقدهای اثبات‌گرایانه شامل رویکردهای مارکسیستی و نئو مارکسیستی و زمینه‌های مشخصی از سازه انگاری اجتماعی می‌باشد. نقدهای پسااثبات‌گرایانه شامل رویکردهای پساساختاری، پسااستعماری، سازه انگاری انتقادی، نظریه انتقادی (استفاده شده توسط مکتب فرانکفورت)، نئوگرامشیانی، بیشتر رویکردهای فمینیستی و برخی از رویکردهای مکتب انگلیسی می‌باشد که هم در مبانی معرفت‌شناختی و هم در مبانی هستی شناختی متفاوت از واقع‌گرایی و لیبرالیسم می‌باشد.

## پی‌نوشت‌ها
1. ↑  Smith, Steve (2002). "The United States and the Discipline of International Relations: Hegemonic Country, Hegemonic Discipline?". International Studies Review. 4 (2): 67–86. doi:10.1111/1521-9488.00255.